# Caixa VGA

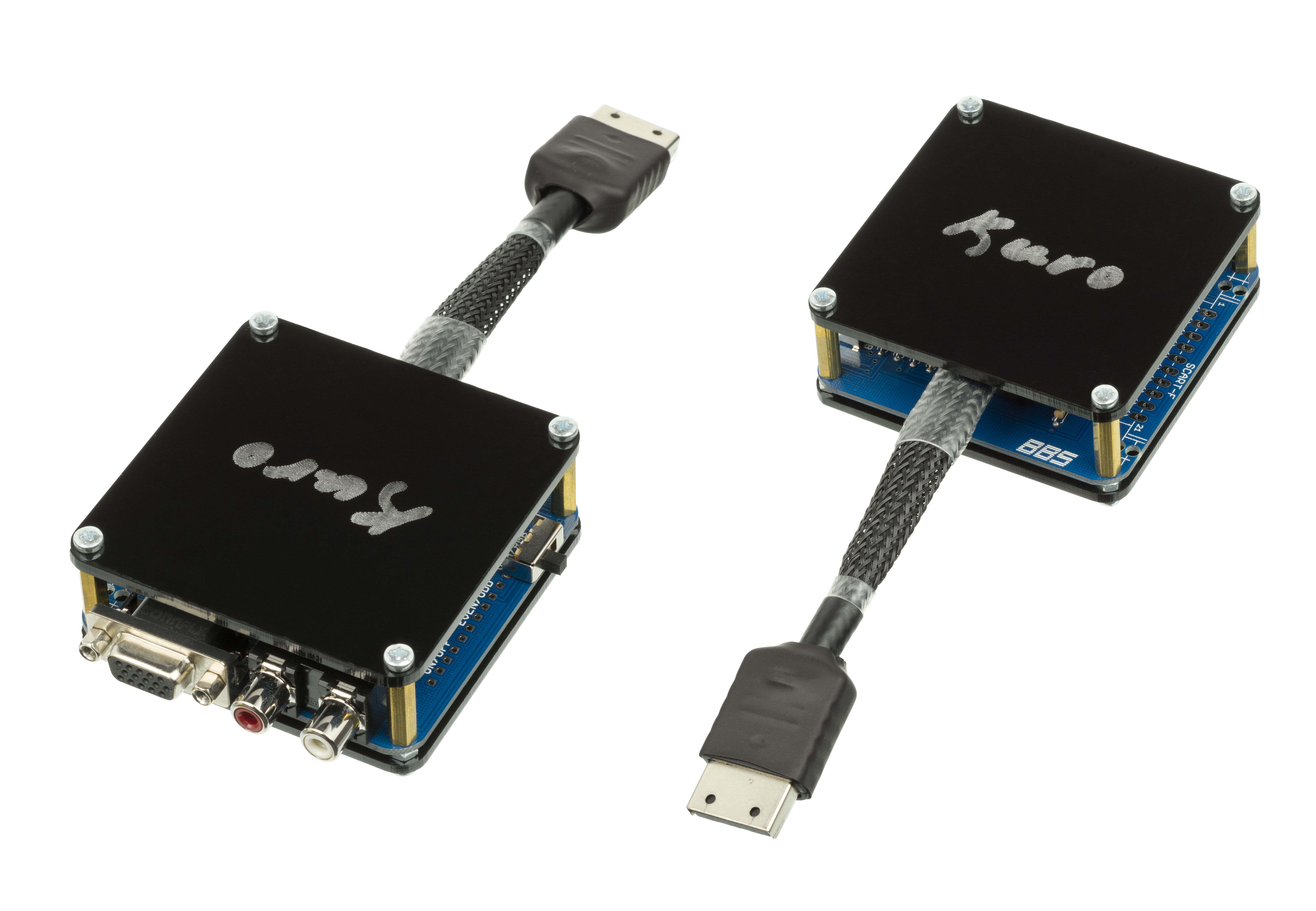
Exemplo de uma caixa GVA.

A caixa VGA (ou em inglês VGA box) é um conversor que converte formato de vídeos ana lógicos como conectores RCA, vídeo componente e S-Video para o formato VGA, alguns VGA boxes também incluem saídas de audio, outros também podem converter esses formatos para HDMI.